# Ivan Boldirev
Ivan B. Boldirev, född 15 augusti 1949, är en serbisk-kanadensisk före detta professionell ishockeyspelare som tillbringade 15 säsonger i den nordamerikanska ishockeyligan National Hockey League (NHL), där han spelade för ishockeyorganisationerna Boston Bruins, California Golden Seals, Chicago Black Hawks, Atlanta Flames, Vancouver Canucks och Detroit Red Wings. Han producerade 866 poäng (361 mål och 505 assists) samt drog på sig 507 utvisningsminuter på 1 052 grundspelsmatcher. Boldirev spelade även på lägre nivåer för Oklahoma City Blazers i Central Hockey League (CHL) och Oshawa Generals i OHA-Jr.
Han draftades i första rundan i 1969 års draft av Boston Bruins som elfte spelare totalt.
Boldirev tillhörde Bruins när de vann Stanley Cup för säsongen 1969-1970 och fick sitt namn ingraverad på pokalen, trots att han inte spelade en enda minut för dem. Han är den första och enda ishockeyspelaren som har gjort den bedriften i Stanley Cups historia.

## Statistik
| 1965–1966      | Sault Ste. Marie Greyhounds | NOJHA          | 40   | 26  | 42  | 68  | 35  | —  | —  | —  | —  | —  |
| 1967–1968      | Oshawa Generals             | OHA-Jr.        | 50   | 18  | 26  | 44  | 73  | —  | —  | —  | —  | —  |
| 1968–1969      | Oshawa Generals             | OHA-Jr.        | 54   | 25  | 34  | 59  | 101 | —  | —  | —  | —  | —  |
| 1969–1970      | Oklahoma City Blazers       | CHL            | 65   | 18  | 49  | 67  | 114 | —  | —  | —  | —  | —  |
| 1970–1971      | Boston Bruins               | NHL            | 2    | 0   | 0   | 0   | 0   | —  | —  | —  | —  | —  |
|                | Oklahoma City Blazers       | CHL            | 68   | 19  | 52  | 71  | 98  | 5  | 1  | 4  | 5  | 9  |
| 1971–1972      | Boston Bruins               | NHL            | 11   | 0   | 2   | 2   | 6   | —  | —  | —  | —  | —  |
|                | California Golden Seals     | NHL            | 57   | 16  | 23  | 39  | 54  | —  | —  | —  | —  | —  |
| 1972–1973      | California Golden Seals     | NHL            | 56   | 11  | 23  | 34  | 58  | —  | —  | —  | —  | —  |
| 1973–1974      | California Golden Seals     | NHL            | 78   | 25  | 31  | 56  | 22  | —  | —  | —  | —  | —  |
| 1974–1975      | Chicago Black Hawks         | NHL            | 80   | 24  | 43  | 67  | 54  | 8  | 4  | 2  | 6  | 2  |
| 1975–1976      | Chicago Black Hawks         | NHL            | 78   | 28  | 34  | 62  | 33  | 4  | 0  | 1  | 1  | 0  |
| 1976–1977      | Chicago Black Hawks         | NHL            | 80   | 24  | 38  | 62  | 40  | 2  | 0  | 1  | 1  | 0  |
| 1977–1978      | Chicago Black Hawks         | NHL            | 80   | 35  | 45  | 80  | 34  | 4  | 0  | 2  | 2  | 2  |
| 1978–1979      | Chicago Black Hawks         | NHL            | 66   | 29  | 35  | 64  | 25  | —  | —  | —  | —  | —  |
|                | Atlanta Flames              | NHL            | 13   | 6   | 8   | 14  | 6   | 2  | 0  | 2  | 2  | 2  |
| 1979–1980      | Atlanta Flames              | NHL            | 52   | 16  | 24  | 40  | 20  | —  | —  | —  | —  | —  |
|                | Vancouver Canucks           | NHL            | 27   | 16  | 11  | 27  | 14  | 4  | 0  | 2  | 2  | 0  |
| 1980–1981      | Vancouver Canucks           | NHL            | 72   | 26  | 33  | 59  | 34  | 1  | 1  | 1  | 2  | 0  |
| 1981–1982      | Vancouver Canucks           | NHL            | 78   | 33  | 40  | 73  | 45  | 17 | 8  | 3  | 11 | 4  |
| 1982–1983      | Vancouver Canucks           | NHL            | 39   | 5   | 20  | 25  | 12  | —  | —  | —  | —  | —  |
|                | Detroit Red Wings           | NHL            | 33   | 13  | 17  | 30  | 14  | —  | —  | —  | —  | —  |
| 1983–1984      | Detroit Red Wings           | NHL            | 75   | 35  | 48  | 83  | 20  | 4  | 0  | 5  | 5  | 4  |
| 1984–1985      | Detroit Red Wings           | NHL            | 75   | 19  | 30  | 49  | 16  | 2  | 0  | 1  | 1  | 0  |
| NHL totalt     | NHL totalt                  | NHL totalt     | 1052 | 361 | 505 | 866 | 507 | 48 | 13 | 20 | 33 | 14 |
| CHL totalt     | CHL totalt                  | CHL totalt     | 133  | 37  | 101 | 138 | 212 | 5  | 1  | 4  | 5  | 9  |
| OHA-Jr. totalt | OHA-Jr. totalt              | OHA-Jr. totalt | 104  | 43  | 60  | 103 | 174 | —  | —  | —  | —  | —  |